# Economia Liechtensteinului
Liechtenstein este una dintre țările cu tradiție în domeniul secretului bancar. Odată cu criza financiară din 2008, țările membre ale Organizației pentru Cooperare și Dezvoltare Economică (OCDE) au stabilit impunerea de sancțiuni țărilor care nu respectă standardele OCDE în privința taxelor. În septembrie 2009, conducerea principatului Liechtenstein a anunțat că a încheiat un acord cu autoritățile germane privind schimbul de informații financiare secrete din sectorul bancar, pentru a evita evaziunea fiscală. Este un stat cu taxe mici, maximum 20% pentru firme cu o cotă unică de 12,5% și susține un parteneriat economic strâns cu Elveția, țară a cărei monedă o și folosește.
Cele mai mari industrii din Liechtenstein sunt cea electronică, textilă, a instrumentelor de precizie, fabricarea metalelor, unelte de putere, dibluri, calculatoare, farmaceutice, și produse alimentare.